# Перестрелка (фильм, 2016)
«Перестрелка» (англ. Free Fire) — британский комедийный боевик режиссёра Бена Уитли по сценарию Эми Джамп и Бена Уитли. Премьера состоялась на фестивале в Торонто в сентябре 2016. Премьера фильма в России состоялась 27 апреля 2017 года. Первый американский фильм Бена Уитли. Продюсером выступил Мартин Скорсезе. Обозреватели сравнивали картину с кинофильмом Квентина Тарантино «Бешеные псы».
Бостон, 1978 год. На окраине города в здании заброшенного завода встречаются деловые люди с целью провести сделку по продаже огнестрельного оружия. В ходе сделки выясняется, что винтовки не те, о которых шла речь, завязывается перепалка, а за ней следует стрельба.
Съёмки проходили в городе Брайтон, внутри одного и того же помещения в хронологическом порядке. Для актёров была подобрана одежда в стиле ретро. В процессе съёмок использовались практические эффекты в виде патронов и взрывных устройств, позднее применили компьютерную графику.

## Сюжет
1978 год. Ночью на окраине Бостона встречаются бойцы ИРА Крис (Киллиан Мёрфи) и Фрэнк (Майкл Смайли), деловая женщина Жюстин (Бри Ларсон) и пара подручных Фрэнка, Берни (Энцо Чиленти) и Стив (Сэм Райли). Из здания к ним выходит посредник Орд (Арми Хаммер), он проводит их внутрь заброшенного цеха. На встрече появляются продавцы оружия Вернон (Шарлто Копли) и Мартин (Бэбу Кисей). Выясняется, что Вернон привёз не те винтовки, это едва не приводит к конфликту, однако Крис испытывает одну из них и соглашается на покупку, передав деньги.
Вернон вызывает своих людей, Харри и Гордона, которые на машине привозят оружие. В процессе разгрузки выясняется, что Харри накануне избил Стива, и тот не хочет показываться ему на глаза. Фрэнк приказывает грузить, Харри узнаёт Стива и начинает его бить. Группы сталкиваются, затем Стив вынужден извиняться, но внезапно переходит на ругань. Пока все спорят, Харри берёт оружие и ранит Стива. Члены обеих групп начинают стрелять, Мартин падает из-за ранения в голову и чемодан с деньгами лежит рядом с ним. Вернон стреляет в спину Берни и тот умирает.
Вернона ранят в плечо, а затем в ногу. Харри ранит Жюстин в ногу, а она в ответ — его. Внезапно по всем начинают стрелять снайперы. Крис и Орд снимают обоих. Оказывается, что Орду знаком один из них, Хоуви (Патрик Бергин), который говорит, что его наняли убить всех. Он пытается сказать, кто наниматель, но в этот момент его убивают. Крис предлагает Верну отпустить Жюстин. Опять начинают стрелять, за ползущей Жюстин ползёт Гордон (Ноа Тейлор). Раздаётся звонок неотключённого телефона, Крис отправляет Фрэнка позвонить и вызвать подмогу, Вернон ползёт за ним.
Жюстин убивает Гордона, у которого кончились патроны, Вернон убивает Фрэнка. Мартин приходит в себя и начинает стрелять по всем, не помня, что он там делает. Он видит мёртвых Хоуи и Джимми (выясняется, что он их и нанял), берёт кейс с деньгами, но внезапно умирает. Крис поднимается в офис и убивает Вернона, затем вызывает подмогу. Харри переезжает машиной Стива, а тот, уже умирая, убивает его выстрелом через дно машины и водительское сидение. Оставшиеся в живых Орд и Крис направляются к выходу вместе с деньгами, но в них стреляет Жюстин (она была с Мартином заодно). Она убивает Орда и ранит Криса, но, уходя, с ужасом замечает полицейские мигалки и приближающийся вой сирен.

## В ролях
- Киллиан Мёрфи — Крис
- Шарлто Копли — Вернон
- Арми Хаммер — Орд
- Бри Ларсон — Жюстин
- Джек Рейнор — Харри
- Энцо Чиленти — Берни
- Сэм Райли — Стив
- Ноа Тейлор — Гордон
- Майкл Смайли — Фрэнк
- Патрик Бергин — Хоуви
- Том Девис — Лири
- Марк Монеро — Джимми
- Бэбу Кисей — Мартин

## Производство
«Моя работа - развлекать людей и представлять то, что отражает общество. Я не пытаюсь изменить людей тем, что я делаю.»

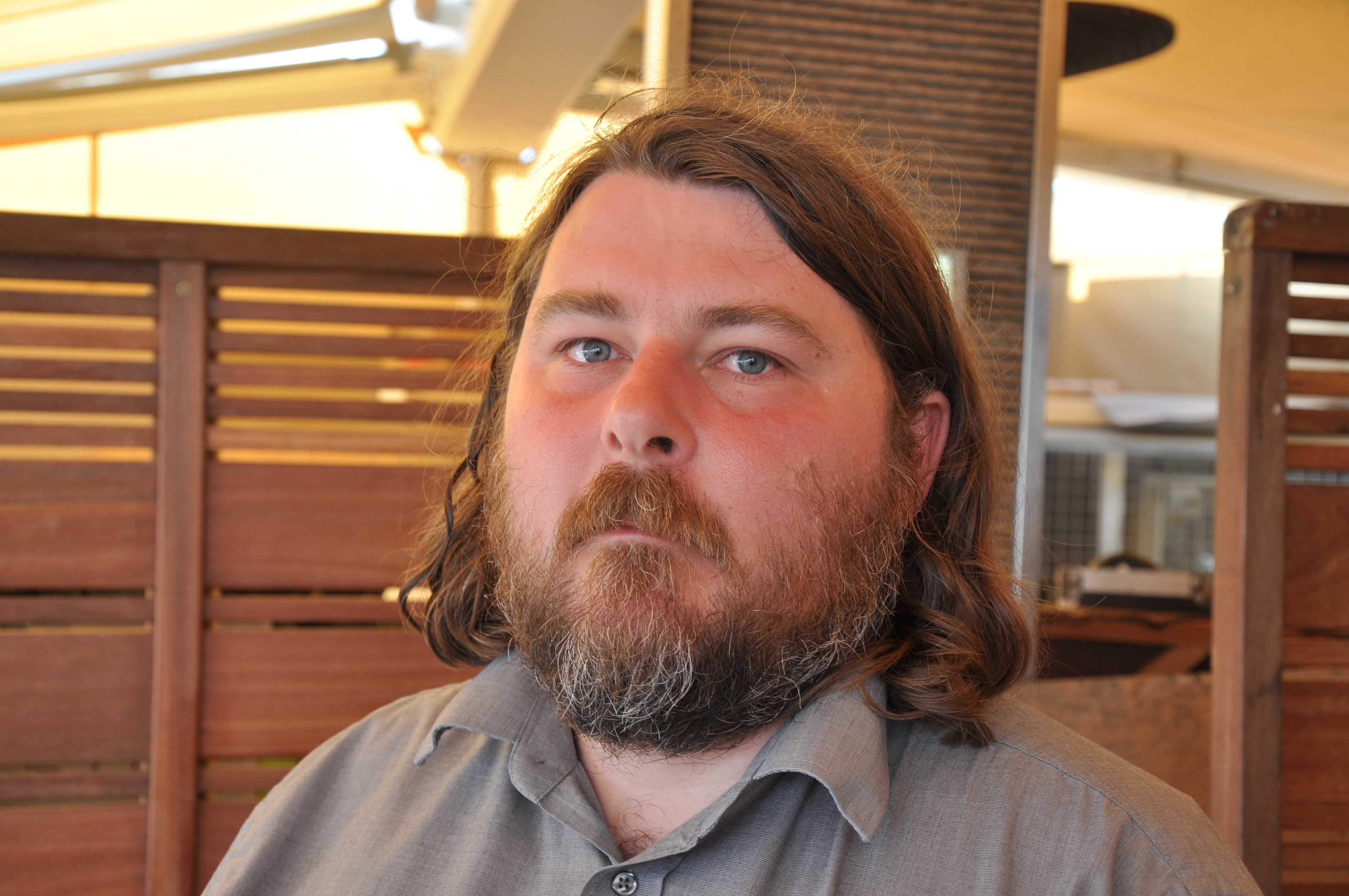
Бен Уитли

В октябре 2014 года режиссёр Бен Уитли собрал актёрский состав, чтобы снимать фильм по сценарию, который написал вместе с Эми Джамп. Утли говорил о персонажах своего фильма не как о героях боевика, страдающих клинической точностью, его герои это люди и у каждого есть своя жизнь. Он заметил, что проводить монтаж этого фильма было проще нежели редактировать драму, так как из диалога в драме не вырезать слова, а сцены стрельбы легко заменяют друг друга. Актёры часто пытались импровизировать, иногда это удавалось, а когда не удавалось режиссёр требовал следовать сценарию. По словам Хаммера, у Уитли дарвиновский подход к материалу, выживает сильнейший. Продюсированием и финансированием картины занимался британский телеканал Film4 Productions.

### Подбор актёров

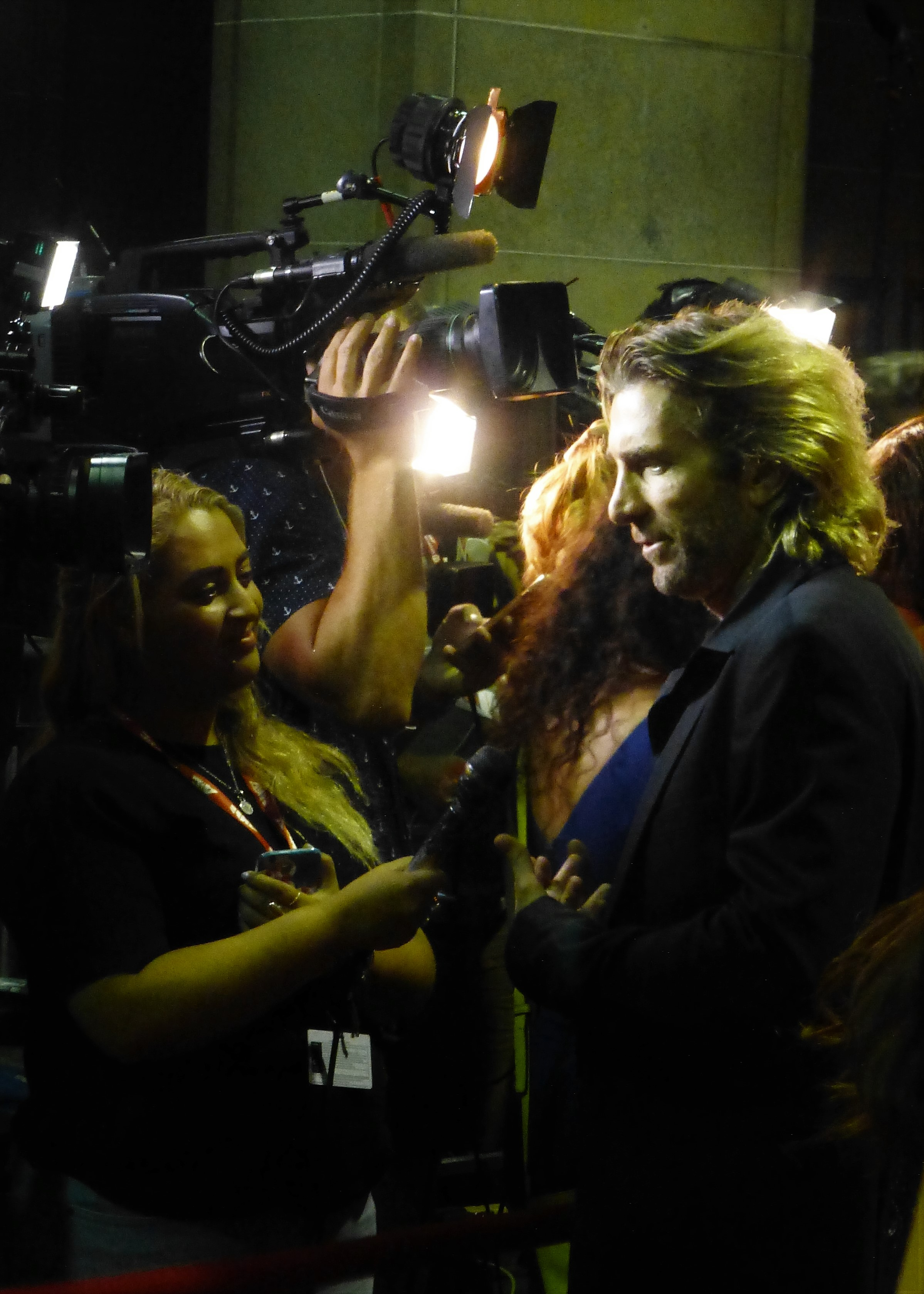
Шарлто Копли

Шарлто Копли был приглашён для того чтобы сыграть Верна, гангстера нарцисса в костюме из полиэстера, склонного к высокомерию, говорящего о себе как о редкой жемчужине, но не способного использовать оружие даже ради спасения собственной жизни, напоминающего ребёнка гения, впрочем всё что он думает о себе не имеет никакого отношения к реальности. Яркость персонажа Копли позволяла ему блистать в каждой сцене, даже рядом с такими актёрами как Ларсон и Хаммер. 

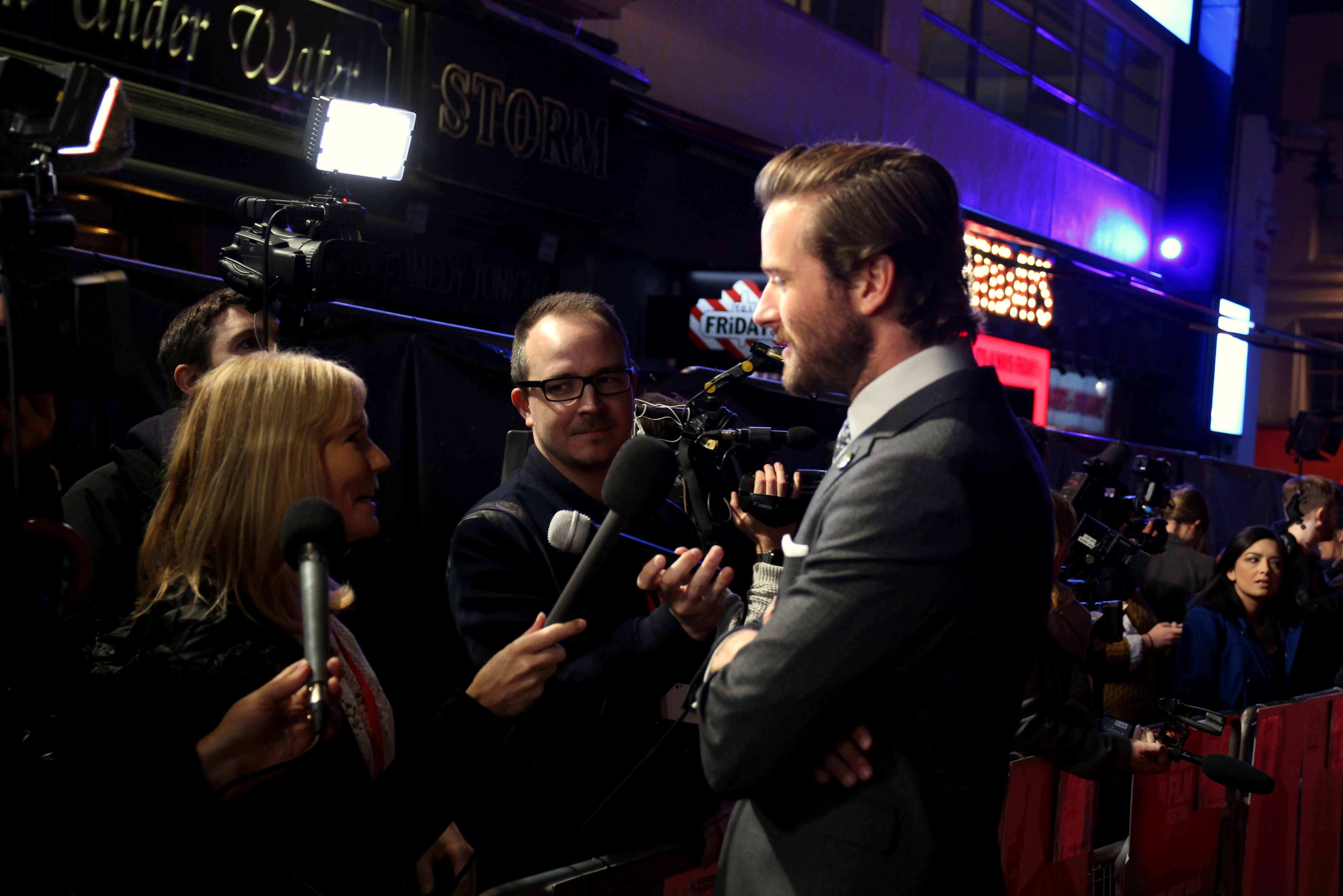
Арми Хаммер

Копли пытался сделать голос таким что бы он раздражал и всех хотелось что бы его пристрелили, лишь бы он заткнулся. В апреле 2015 к актёрскому составу присоединилась Бри Ларсон, заменившая Оливию Уайлд, которая покинула проект из-за графика съёмок. Ларсон была поклонницей работ Джамп и Уитли, прочитанный сценарий ей понравился, благодаря двум вещам, тому что было на первом плане и на втором, глубже. Килиана Мёрфи пригласили исполнить роль Криса, которого нельзя было назвать положительным героем или симпатичным. Хаммер сыграл посредника, опрятного красавца, напоминающего фиксу. В его поведении была некоторая расслабленность, ему было словно наплевать на всё происходящее, как будто он уже такое видел.

### Съёмки

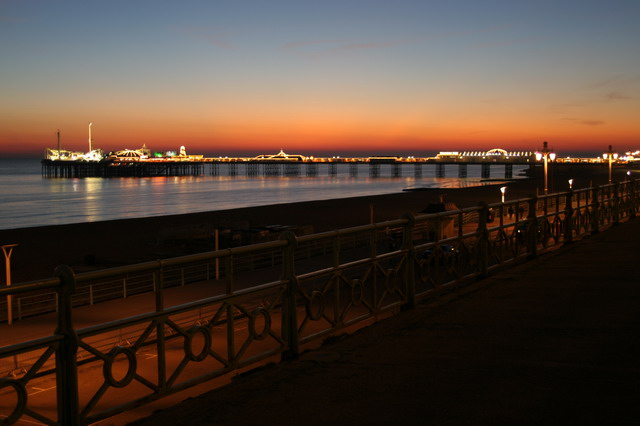
Брайтон

Основные съёмки проходили на родине Уитли в городе Брайтон. Съёмки проходили в одном ангаре. Вся картина снималась в хронологическом порядке. Фотографии со съёмок появились 8 июня 2015 года. Для съёмок была подобрана одежда в стиле ретро, все герои получили усы. В картине были использованы компьютерные эффекты.
Уитли монтировал материал в монтажке на съёмочной площадке, и в конце дня можно было увидеть отснятый материал. Режиссёр много внимания уделял деталям. В картине была использована масса пиротехники, в том числе 4000 циркониевых пуль и два взрывных устройства. Съёмки были завершены 17 июля 2015 года.

### Прокат
Премьера картины состоялась на фестивале в Торонто, затем он был показан на фестивале в Лондоне 16 октября 2016. В Великобритании фильм вышел 31 марта 2017. В США 21 апреля 2017. Картина вышла в российский прокат 27 апреля 2017 Арми Хаммер прилетал в Москву для того, чтобы представить картину зрителям.